# Portets
Portets é uma comuna francesa na região administrativa da Nova Aquitânia, no departamento de Gironda. Estende-se por uma área de 15,49 km². Em 2010 a comuna tinha 2 762 habitantes (densidade: 178,3 hab./km²).